# Edmund Fantino
Edmund J. Fantino (New York, 1939 - Del Mar, 22 september 2015) was een Amerikaans gedragsanalytisch georiënteerd psycholoog. Hij werd vooral bekend voor zijn onderzoek rond keuzegedrag en delay discounting.

## Studies en werk
In 1961 behaalde hij een Bachelor of Arts in de wiskunde aan de Cornell-universiteit. Hij had echter interesse gekregen voor de experimentele psychologie. Hierin haalde hij in 1964 zijn doctoraat aan de Harvard-universiteit. Het behaviorisme stond toen op haar hoogtepunt en Fantino had er contact met Burrhus Skinner. Hij zou levenslang trouw blijven aan zijn achtergrond in de gedragsanalyse en gaf de verdere ontwikkeling ervan mee vorm. Op Harvard werd Fantino bevriend met George Reynolds, een andere belangrijke gedragsanalytische psycholoog. Edmund Fantino werd assistent-professor aan de Yale-universiteit, maar in 1967 ging hij op uitnodiging van Reynolds over naar de Universiteit van Californië - San Diego, waar hij zijn verdere leven bleef. Hij stond er gekend als een uitstekend docent; hij hanteerde principes uit de gedragspsychologie in zijn lessen.
Het onderzoek van Edmund Fantino ging steeds over bepaalde aspecten van operante conditionering. Vooral keuzegedrag en delay discounting (hoe verder in de tijd iets volgt, hoe kleiner de subjectieve waarde) vormden een rode draad doorheen zijn carrière.
Fantino was erg productief: hij schreef meer dan 200 artikelen en hoofdstukken, en 3 boeken.

## Privé
De ouders van Fantino waren Italiaanse immigranten in Amerika. Zijn familie in Italië bleef hij dan ook regelmatig bezoeken.
Zijn vrouw, Stephanie Stolarz-Fantino, was eveneens een belangrijk psychologe. Samen hadden ze twee dochters en twee kleinkinderen. Fantino had prostaatkanker met uitzaaiingen sinds 1988. Desondanks bleef hij professioneel actief. Zijn boek Behaving well: Strategies for celebrating life in the face of illness beschreef onder meer hoe hij dankzij principes uit de gedragspsychologie zichzelf op de been kon houden in die moeilijke fase van zijn leven. Hij overleed thuis op 22 september 2015.

## Erkenning
- Fantino was voormalig hoofdredacteur van het belangrijkste gedragsanalytisch tijdschrift Journal of the Experimental Analysis of Behavior en voorzitter van de Society of the Experimental Analysis of Behavior.
- In 2008 kreeg hij van de Society for the Advancement of Behavior Analysis de Distinguished service to behavior analysis award voor zijn bijdragen aan de gedragsanalyse.[3]
- Omwille van zijn sterke onderwijscapaciteiten, kreeg hij in 2009 de Distinguished Teaching Award van de Universiteit van Californië - San Diego.[4]

- International Standard Name Identifier: 0000 0001 1726 6073
- Library of Congress Control Number: n79006514
- Nationale Bibliotheek van Israël: 987007350095205171
- Nederlandse Thesaurus van Auteursnamen: 073116467
- Virtual International Authority File: 166762494
- WorldCat: E39PBJjxqcjyygVmJV3pcrJRrq